# Vildan Doğan
Pour les articles homonymes, voir Doğan.
Vildan Doğan est une karatéka turque surtout connue pour avoir remporté une médaille de bronze en kumite individuel féminin moins de 60 kilos aux championnats du monde de karaté 2008 à Tōkyō, au Japon.

## Résultats
| Résultat           | Date             | Épreuve                   | Catégorie | Compétition                                  | Ville hôte                             |
| ------------------ | ---------------- | ------------------------- | --------- | -------------------------------------------- | -------------------------------------- |
| Médaille de bronze | Octobre 2003     | Kumite individuel - 53 kg | Juniors   | Championnats du monde juniors et cadets 2003 | Marseille, en France                   |
| Médaille de bronze | Février 2004     | Kumite individuel - 53 kg | Juniors   | Championnats d'Europe juniors et cadets 2004 | Rijeka, en Croatie                     |
| Médaille de bronze | Mai 2005         | Kumite individuel - 60 kg | Seniors   | Championnats d'Europe 2005                   | San Cristóbal de La Laguna, en Espagne |
| Médaille d'argent  | Mai 2007         | Kumite individuel - 60 kg | Seniors   | Championnats d'Europe 2007                   | Bratislava, en Slovaquie               |
| Médaille de bronze | 15 novembre 2008 | Kumite individuel - 60 kg | Seniors   | Championnats du monde 2008                   | Tōkyō, au Japon                        |